# Académie royale suédoise de musique
Pour les articles homonymes, voir Académie (homonymie) et Académie de musique.
L'Académie royale suédoise de musique (en suédois Kungliga Musikaliska Akademien, ou KMA) est une des académies royales de Suède, fondée en 1771.
C'est une association indépendante qui vise à promouvoir le développement de la musique, tant sur un plan culturel et artistique que scientifique et éducatif. Le conservatoire de l'académie est l'École royale supérieure de musique de Stockholm, (en suédois Kungliga Musikhögskolan i Stockholm, ou KMH), devenue indépendante en 1971.
Elle a son siège à Stockholm.

## Membres célèbres
- Claude Loyola Allgén, compositeur suédois.